# Conceyu Xoven
Conceyu Xoven és una organització juvenil nacionalista lleonesa, vinculada al partit Unión del Pueblo Leonés (UPL) i a la Unión del Pueblo Salmantino. Promou la unitat territorial de tots els territoris als que s'adjudica cultura lleonesa, l'oficialitat del lleonès, i l'autogovern del que anomenen País Lleonès, que inclouria les províncies de Lleó, Zamora, Salamanca i algunes comarques limítrofes a Espanya, i el Districte de Bragança a Portugal.
Conceyu Xoven és l'organització majoritària en l'ensenyament mitjà i universitari de la província de Lleó, on ha assolit la majoria dels representants electes en els vuit darrers anys a la Universitat de Lleó. Compta amb més de 1.500 afiliats i 20 comitès per tota la geografía de l'anomenat País Lleonès, des de Ribas del Sil fins a las Arribes i la ciutat de Salamanca. Aquesta organització compta amb alguns regidors i alcaldes elegits a les llistes d'UPL a les províncies de Lleó i Zamora.
Una de les seves accions més destacades és l'elaboració d'algunes esmenes als estatuts de la Universitat de Lleó, que reconeixien el dret dels estudiants a rebre matèries de temàtica lleonesa, prioritzar la investigació d'aspectes lleonesos i el reconeixement exprés de la cultura lleonesa.
Conceyu Xoven està present als Consells de la Joventut de Castella i Lleó, Zamora, Lleó i és membre fundador del Consell Comarcal d'El Bierzo. Ha promogut nombrosos cursos de llengua lleonesa, i és membre de la Xarxa d'Informació Juvenil, de la Plataforma en defensa de l'Ensenyament Públic i col·labora activament amb organitzacions culturals, sindicals, lingüístiques i ecologistes.